# Oenothera humifusa
Oenothera humifusa är en dunörtsväxtart som beskrevs av Thomas Nuttall. Oenothera humifusa ingår i släktet nattljussläktet, och familjen dunörtsväxter. Inga underarter finns listade i Catalogue of Life.